# Trizs
Trizs község Borsod-Abaúj-Zemplén vármegyében, a Putnoki járásban.

## Fekvése
A vármegye északnyugati szélén helyezkedik el, az Aggteleki Nemzeti Park szomszédságában, a Csörgős-patak mentén; közigazgatási határának északnyugati széle kevesebb, mint fél kilométernyi távolságra van a szlovák határtól.
A szomszédos települések: észak felől Aggtelek, kelet felől Imola, délkelet felől Ragály, dél felől Zádorfalva, délnyugat felől pedig Szuhafő. A legközelebbi szlovákiai település a tőle több kilométerre északra fekvő Kecső.

### Megközelítése
Csak közúton érhető el, Aggtelek vagy Ragály érintésével, mindkét irányból a 2603-as úton.

## Nevének eredete
Strizs elnevezéssel illették a környékbeli szlávok a helyet. Jelentése: őri. Ebből alakult ki a jelenlegi Trizs név.

## Története
Első írásos említése 1275-ben történik, de előtte is lakott volt. Királyi birtok volt, és a királyi őrök éltek itt. 1496-ban a Tornaaljai család a földesura. A török időkben teljesen elnéptelenedett, később népesedett be újra. 1773-ra a magyar lakosság mellett jelentős volt a betelepült pásztor lakosság. A falu fekvése miatt nem volt alkalmas földművelésre, ezért állattartással foglalkoztak lakói.
A település 1923-ig Gömör és Kishont vármegye, 1923 és 1938 között Borsod, Gömör és Kishont vármegye, 1938 és 1945 között ismét Gömör és Kishont vármegye, majd 1945-1949 között Borsód-Gömör vármegye része volt.

## Közélete

### Polgármesterei
- 1990–1994: Kiszely József (független)[3]
- 1994–1998: Molnár Zoltán (független)[4]
- 1998–2002: Demeter Gyula (független)[5]
- 2002–2006: Demeter Gyula (független)[6]
- 2006–2010: Mácsi Istvánné (független)[7]
- 2010–2014: Mácsi Istvánné (független)[8]
- 2014–2019: Mácsi Istvánné (független)[9]
- 2019–2024: Mácsi Istvánné (független)[10]
- 2024– : Mácsi Istvánné (független)[1]

## Népesség
A település népességének változása:
| Lakosok száma | 208  | 212  | 218  | 175  | 174  | 168  | 161  |
|               | 2013 | 2014 | 2015 | 2021 | 2022 | 2023 | 2024 |

2001-ben a település lakosságának 97%-a magyar, 3%-a cigány nemzetiségűnek vallotta magát.
A 2011-es népszámlálás során a lakosok 91,3%-a magyarnak, 2,3% cigánynak mondta magát (8,7% nem nyilatkozott; a kettős identitások miatt a végösszeg nagyobb lehet 100%-nál). A vallási megoszlás a következő volt: római katolikus 13,2%, református 67,6%, felekezeten kívüli 0,9% (18,3% nem válaszolt).
2022-ben a lakosság 94,3%-a vallotta magát magyarnak, 1,1% cigánynak, 0,6% szlováknak, 2,9% egyéb, nem hazai nemzetiségűnek (5,2% nem nyilatkozott; a kettős identitások miatt a végösszeg nagyobb lehet 100%-nál). Vallásuk szerint 16,1% volt római katolikus, 56,3% református, 1,7% görög katolikus, 0,6% izraelita, 4,6% felekezeten kívüli (20,7% nem válaszolt).

## Nevezetességei
- Református templom. Homlokzat előtti, hagymasisakos, fa harangtornyos templom. 1825-ben épült.
- Horgásztó
- Trizsi Meseerdő
- Kilátó